# Square Servaes Hoedemaekers

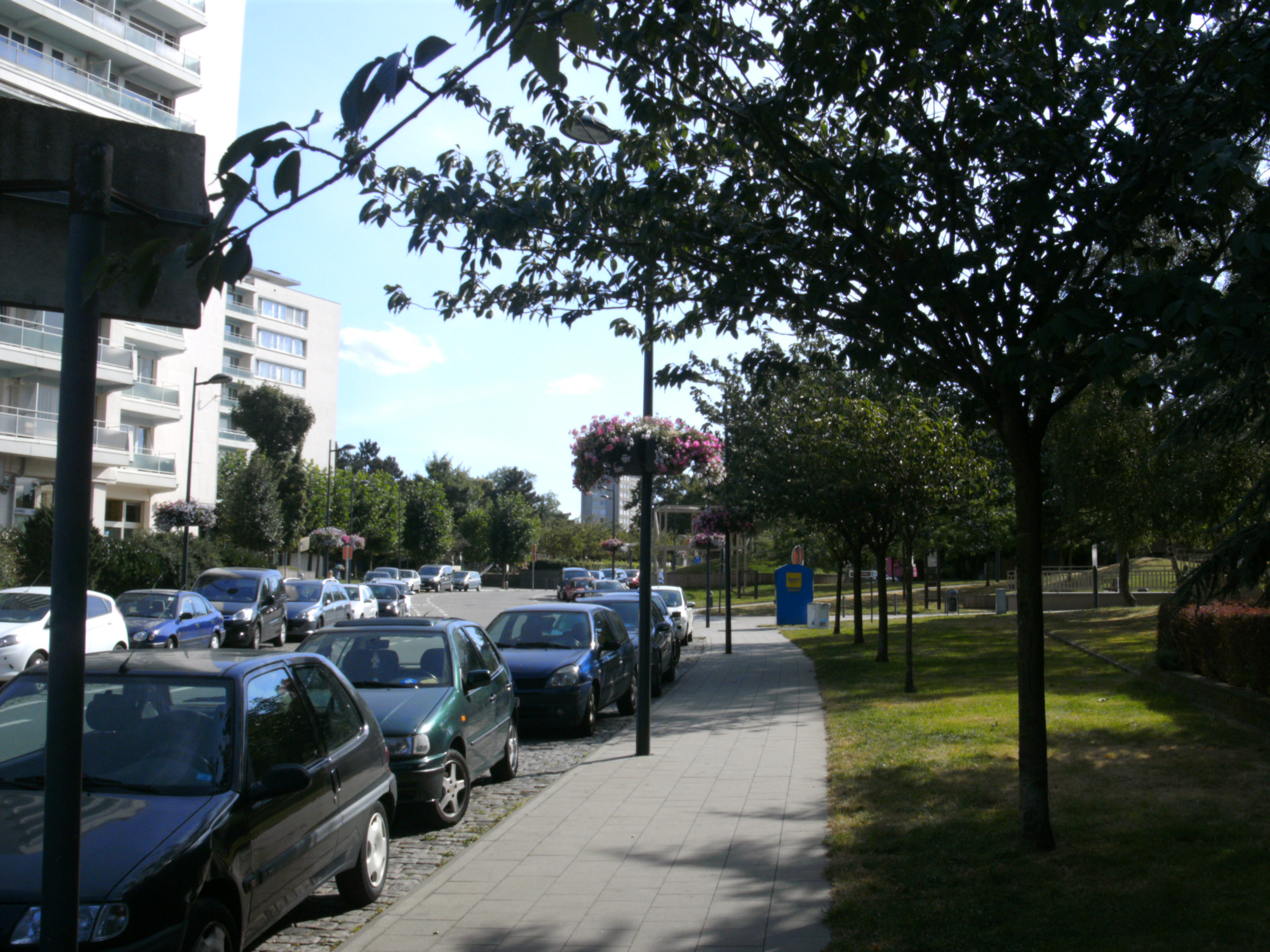

Le square Servaes Hoedemaekers est un square d'Evere (Belgique). 
Servaes Hoedemaekers fut bourgmestre de la commune d'Evere de 1947 à 1948.

## Adresses notables
- n° 9 : Commissariat n° 2 de la zone de police Polbruno
- n° 10 : Maison communale d'Evere[2]